# Grrrowl de Greenville
Le Grrrowl de Greenville est une franchise professionnelle de hockey sur glace en Amérique du Nord qui évoluait dans l'ECHL. L'équipe était basée à Greenville dans l'État de la Caroline du Sud aux États-Unis.

## Historique
La franchise est créée en 1998. Elle évolue en ECHL. En 2001-2002, elle remporte la Coupe Kelly. Elle cesse ses activités à la fin de la saison 2005-2006.
De 2001 à 2006, elle sert de club-école pour des franchises de Ligue américaine de hockey et de Ligue nationale de hockey : les Bruins de Providence de 2001 à 2002, les Wolves de Chicago de 2001 à 2004, les Roadrunners d'Edmonton de 2004 à 2005 et les Admirals de Norfolk de 2004 à 2006 pour la LAH ; les Bruins de Boston de 2001 à 2002, les Thrashers d'Atlanta de 2001 à 2003, les Blackhawks de Chicago et les Oilers d'Edmonton de 2004 à 2006 pour la LNH.

## Statistiques
| No | Saison    | PJ | V  | D  | DTB | BP  | BC  | Pts | Classement                  | Séries éliminatoires            | Entraîneur |
| -- | --------- | -- | -- | -- | --- | --- | --- | --- | --------------------------- | ------------------------------- | ---------- |
| 1  | 1998-1999 | 70 | 26 | 33 | 11  | 208 | 241 | 63  | 8e place, division Sud-Est  | Non qualifiés                   | John Marks |
| 2  | 1999-2000 | 70 | 46 | 18 | 6   | 277 | 198 | 98  | 3e place, division Sud-Est  | Défaite en finale d'association | John Marks |
| 3  | 2000-2001 | 72 | 34 | 33 | 5   | 219 | 239 | 73  | 6e place, division Sud-Est  | Non qualifiés                   | John Marks |
| 4  | 2001-2002 | 72 | 43 | 23 | 6   | 231 | 198 | 92  | 1re place, division Sud-Est | Vainqueurs de la Coupe Kelly    | John Marks |
| 5  | 2002-2003 | 72 | 28 | 36 | 8   | 217 | 262 | 64  | 5e place, division Sud-Est  | Défaite au premier tour         | John Marks |
| 6  | 2003-2004 | 72 | 14 | 53 | 5   | 177 | 281 | 33  | 8e place, division Sud      | Non qualifiés                   | John Marks |
| 7  | 2004-2005 | 72 | 39 | 28 | 5   | 210 | 204 | 83  | 4e place, division Est      | Défaite au deuxième tour        | John Marks |
| 8  | 2005-2006 | 72 | 45 | 24 | 3   | 248 | 203 | 93  | 3e place, division Sud      | Défaite au deuxième tour        | John Marks |

## Logos

Logo de 1998 à 2002
Logo de 2002 à 2006